# Anita Simoncini
Anita Simoncini, née le 14 avril 1999 à Montegiardino, est une chanteuse saint-marinaise. Elle a représenté son pays au Concours Eurovision de la chanson junior 2014 (en tant que membre du groupe The Peppermints, et représentera Saint-Marin au Concours Eurovision de la chanson 2015 en duo avec Michele Perniola.

## Carrière

### Eurovision Junior 2014
Anita a représenté Saint-Marin au Concours Eurovision de la chanson junior 2014 qui se déroulait à Malte le 15 novembre 2014. Elle était membre du groupe The Peppermints et leur chanson était Breaking my heart. Le groupe est arrivé 15e sur un total de 16 participants avec 21 points.

### Eurovision 2015
Moins de deux semaines après le Concours Eurovision de la chanson junior 2014, à la date du 27 novembre 2014, Anita Simoncini est désignée pour représenter son pays au Concours Eurovision de la chanson 2015, en duo avec Michele Perniola. Le Concours a lieu les 19, 21 et 23 mai à Vienne en Autriche. Ils devront d'abord passer le cap des demi-finales pour passer en finale.
Tous deux auront seize ans et quelques mois le jour du Concours, ce qui en fait le plus jeune duo de l'histoire de l'Eurovision.
Anita Simoncini est aussi, à ce jour, la seule artiste à avoir été désignée pour représenter un pays au Concours junior puis au Concours « classique » qui suit directement dans le cadre. Mais Saint Marin, avec la chanson Chain of Light, est classé 16e lors de la deuxième demi-finale et est donc éliminé de la Finale. Le concours est remporté par la Suède . 